# Condado de Grand (Utah)
El condado de Grand (en inglés: Grand County), fundado en 1890, es uno de los 29 condados del estado estadounidense de Utah. En el año 2000, el condado tenía una población de 8,485 habitantes y una densidad poblacional de 1 persona por km². La sede del condado es Moab.

## Geografía
Según la Oficina del Censo, el condado tiene un área total de 9568 km² (3694,2 mi²), de la cual 9535 km² (3681,5 mi²) es tierra y 32 km² (12,4 mi²) (0.34%) es agua.

### Condados adyacentes
- Condado de Uintah (norte)
- Condado de Garfield (Colorado) (noreste)
- Condado de Mesa (Colorado) (este)
- Condado de San Juan (sur)
- Condado de Emery (Oeste)
- Condado de Carbon (noroeste)

### Áreas protegidas
- Parque nacional de los Arcos
- Parque nacional Tierra de Cañones (parte)
- Bosque Nacional Manti-La Sal (parte)
- Área de Conservación Nacional McInnis Canyons (parte)

## Demografía
Según el censo de 2000, había 8,485 personas, 3,434 hogares y 2,170 familias residiendo en la localidad. La densidad de población era de 1 hab./km². Había 4,062 viviendas con una densidad media de 1 viviendas/km². El 92.65% de los habitantes eran blancos, el 0.25% afroamericanos, el 3.85% amerindios, el 0.22% asiáticos, el 0.05% isleños del Pacífico, el 1.62% de otras razas y el 1.66% pertenecía a dos o más razas. El 5.55% de la población eran hispanos o latinos de cualquier raza.
Los ingresos medios por hogar en la localidad eran de $32,387, y los ingresos medios por familia eran $39,095. Los hombres tenían unos ingresos medios de $31,000 frente a los $21,769 para las mujeres. La renta per cápita para el condado era de $17,356. Alrededor del 10.90% de la población y el 14.80% de las familias estaban por debajo del umbral de pobreza. El 21.20% de los menores de 18 años y el 8.40% de los habitantes de 65 años o más vivían por debajo del umbral de pobreza nacional.

## Localidades
- Castle Valley
- Moab
- Cisco (pueblo fantasma)
- Brendel
- Thompson Springs